# Informe Warnock
El Informe Warnock es un documento que fue elaborado por la Comisión de Educación británica. Se encargó en el año 1974 por el secretario de Educación de Reino Unido a la comisión de expertos, presidida por Mary Warnock, y fue publicado en 1978. Este comité se creó con el fin de «estudiar las prestaciones educativas en favor de los niños y jóvenes con deficiencias en Inglaterra, Escocia y Gales», en referencia a las necesidades educativas especiales de los niños. Este escrito está basado en su mayor parte en el modelo de educación especial británico.

## Fines
Los fines que se plantean en este informe son dos:
1. Aumentar el conocimiento que la persona tiene del mundo donde vive, atender la comprensión imaginativa que se tiene de este y estudiar las posibilidades y las responsabilidades propias dentro del mismo.
2. Proporcionar al sujeto de independencia y autosuficiencia, para que sea capaz de encontrar un trabajo, y esté a disposición para gestionar su propia vida.

Como se puede ver, la educación especial se concibe desde una perspectiva renovadora hasta el momento. Consiste en la satisfacción de las necesidades especiales de una persona con objeto de acercarse, en lo posible, al logro de los fines de la educación en general. Por un lado, las necesidades educativas, al igual que lo son los fines de la educación, son comunes a todas las personas; y además estas necesidades particulares de cada persona le son específicas, ya que se definen como lo que él o ella, como sujeto necesita para, individualmente, realizar progresos.
El informe Warnock amplió los conceptos de educación especial y necesidades educativas especiales como se habían planteado. El Comité utilizó un concepto de educación especial ampliado con respecto al concepto tradicional. Rechazó la idea de la existencia de dos grupos diferentes, los deficientes y los no deficientes, de los cuales los primeros reciben educación especial y los segundos simplemente educación. Recomendó el abandono de la distinción entre educación especial y educación asistencial, y partir del principio de que hasta uno de cada cinco niños pueden necesitar ayuda educativa especial en algún momento de su vida escolar. Es así que la educación especial se transforma en un concepto que es más amplio y flexible.
De este modo, se subyace que las necesidades educativas especiales son comunes a todos los niños, sugiriéndose el replanteamiento de la idea de diversidad, desde la perspectiva de que la educación ha de tener siempre el mismo fin: atender a todo el mundo como derecho natural. Para ello, incluye entre sus principales premisas la formación y el perfeccionamiento de los profesores; la educación para niños menores de cinco años con necesidades educativas especiales y, la educación para los jóvenes de 16 a 19 años.

## Recursos
Se presentan los siguientes:
1. Formación profesional de los maestros.
2. Ampliación del material didáctico.
3. Eliminación de las barreras arquitectónicas, psicológicas y pedagógicas.
4. Utilización de  nuevas metodologías.